# 四球虫
四球虫（学名：Tetrasphaera spongiosa）为星球虫科四球虫属的动物。分布于大西洋以及西沙群岛等。